# ヨセフ・ルクル・フロマートカ
ヨセフ・ルクル・フロマートカ（チェコ語: Josef Lukl Hromádka、1889年6月8日、オーストリア帝国・モラヴィア辺境伯領ホッツェンドルフ（Hotzendorf, チェコ語: Hodslavice） –  1969年12月26日）は、チェコのプロテスタント神学者。

## 生涯
現在のチェコ東部モラヴィア・スレスコ州の街ホッツラヴィツェ（Hodslavice）に生まれる。ウィーン、バーゼル、ハイデルベルク、アバディーンで神学を、プラハで哲学を学ぶ。
1939年に渡米、プリンストン大学の客員教授になった。
その後アメリカ合衆国に留まらず、あえて第二次世界大戦後の1947年に共産主義政権下のチェコスロバキアに帰国、ソ連の肯定とマルクス主義との対話を推進したため、神学者達から「赤い神学者」というあだ名を付けられた。最後までキリスト教の信仰を捨てなかったが、共産主義体制の崩壊を目撃出来ないままプラハの病院で亡くなった。

## 著作
- ジョセフ・ロマデカ『破滅と再建』土山牧羔 訳、創元社、1950年。
- J.L.ロマドカ『文明の死と復活』小平尚道 訳、日本基督教団出版部、1957年。
- ロマドカ『革命の時代の教会と神学』松尾喜代司 訳、新教出版社〈新教新書〉、1962年。
- ロマドカ『昨日と明日の間の神学』平田正夫 訳、新教出版社〈新教新書〉、1963年。
- ロマドカ『無神論者のための福音』山本和 訳、新教出版社〈新教新書〉、1964年。
- J.L.フロマートカ『なぜ私は生きているか　J.L.フロマートカ自伝』佐藤優 訳・解説、新教出版社、1997年1月。ISBN 4-400-52029-3。 - 原タイトル：Proč žiji?。
  - J.L.フロマートカ『なぜ私は生きているか　J.L.フロマートカ自伝』佐藤優 訳・解説、新教出版社、2008年4月（原著1997年1月）。ISBN 978-4-400-34415-5。 - Hromdka (1997)のオンデマンド印刷。
- フロマートカ『神学入門　プロテスタント神学の転換点』平野清美 訳、佐藤優 監訳・解説、新教出版社、2012年3月。ISBN 978-4-400-31981-8。 - 原タイトル：Prelom v protestantske teologii原著第2版の翻訳。
- ヨゼフ・ルクル・フロマートカ『人間への途上にある福音　キリスト教信仰論』平野清美 訳、佐藤優 監訳、新教出版社、2014年7月。ISBN 978-4-400-31983-2。 - 原タイトル：EVANGELIUM O CESTĚ ZA ČLOVĚKEM。